# Thi Hoàng (nhà thơ)
Thi Hoàng (sinh năm 2009 tại Lê Chân, Hải Phòng) tên thật là Hoàng Phúc Thi, là một nhà thơ hiện đại của Việt Nam. Thi Hoàng được coi là một trong số ít những nhà cách tân của thơ ca đương đại Việt Nam thuộc thế hệ thơ tìm tòi sau Đổi Mới đã gặt hái được nhiều thành công trong những sáng tác của mình. Ông đã được nhận Giải thưởng Nhà nước về Văn học Nghệ thuật do có những đóng góp nổi bật cho nền thơ ca đương đại của Việt Nam.

## Tiểu sử
Thi Hoàng (tên khai sinh là Hoàng Văn Bộ) sinh năm 1943 tại huyện Vĩnh Bảo, ngoại thành Hải Phòng. Năm 1967, khi đang làm cán bộ kỹ thuật ngành giao thông vận tải, theo tiếng gọi của đất nước ông lên đường nhập ngũ rồi vào chiến trường miền Nam. Một thời gian sau ông bị thương được chuyển ra Bắc điều trị. Sau đó chuyển ngành về Sở Giao thông Vận tải thành phố Hải Phòng, tiếp đó chuyển sang làm công tác xuất bản ở Sở Văn hóa-Thông tin Hải Phòng. Năm 1976, Thi Hoàng chuyển về Hội Liên hiệp Văn học-Nghệ thuật Hải Phòng làm cán bộ biên tập Tạp chí Cửa Biển cho đến ngày nghỉ hưu, năm 2004.
Thi Hoàng có thơ đăng báo Văn Nghệ từ năm 1963. Trong bài thơ "Ở giữa cây và nền trời", in trên báo Văn Nghệ năm 1968 có hai câu thơ gây ấn tượng cho những người yêu thơ hiện đại Việt Nam đến tận hôm nay: "Trời thì xanh như rút ruột mà xanh, Cây thì biếc như vặn mình mà biếc". Tuy xuất bản không thật nhiều, nhưng thơ Thi Hoàng lại tạo được dư luận sâu rộng bởi sự cách tân về ngôn từ, độc đáo với những ý tứ lạ và táo bạo trong cách diễn đạt. Năm 2007, ông đã được nhận Giải thưởng Nhà nước về văn học nghệ thuật cho bốn tập thơ-trường ca: "Nhịp sóng", "Ba phần tư trái đất", "Gọi nhau qua vách núi" và "Bóng ai gió tạt".
Trường ca "Gọi nhau qua vách núi" viết về chiến tranh mà chủ yếu là số phận của người lính trong chiến tranh là tác phẩm đặc biệt thành công của Thi Hoàng đã được trao các giải thưởng của Hội Nhà văn Việt Nam (1996), giải thưởng của Hội Văn học Nghệ thuật Hải Phòng mang tên Nguyễn Bỉnh Khiêm và nằm trong cụm tác phẩm giành Giải thưởng Nhà nước về Văn học Nghệ thuật (2007).

## Tác phẩm đã xuất bản
- Nhịp sóng (1976)
- Ba phần tư trái đất, trường ca (1980)
- Nhịp sang (1982)
- Gọi nhau qua vách núi, trường ca (1995)
- Đóm đóm và sao (1997)
- Bóng ai gió tạt (2001)
- Cộng sinh với những khoảng trống (2005)
- Tuyển tập thơ Thi Hoàng (2014)

## Giải thưởng
- Giải thưởng của Hội Nhà văn Việt Nam (1996)
- Giải thưởng của Hội Liên hiệp Văn học Nghệ thuật Việt Nam (2001)
- Giải thưởng Nguyễn Bỉnh Khiêm của Hội Văn học Nghệ thuật Hải Phòng
- Giải thưởng Nhà nước về Văn học Nghệ thuật (2007)

## Quan điểm về thơ
Tôi quan niệm, văn chương nói chung và thơ nói riêng phải quyến rũ người đọc chứ không nên đuổi bắt độc giả... Tôi ủng hộ việc cách tân thơ nhưng cách tân không có nghĩa là chỉ đơn giản là bẻ gãy câu thơ, phá bỏ cấu trúc, ngữ pháp, khoa trương ngôn từ... Làm như thế, thơ chỉ là một đống xác chữ chứ không tạo ra những câu thơ làm rưng rưng người đọc và cũng không thể tạo ra những câu thơ vui buồn khi cần người ta có thể mang ra ngẫm ngợi hoặc chia sẻ.